# Kampung Selamat
Kampung Selamat is een bestuurslaag in het regentschap Deli Serdang van de provincie Noord-Sumatra, Indonesië. Kampung Selamat telt 2928 inwoners (volkstelling 2010).